# O aventură americană
O aventură americană (titlu original: în engleză An American Tail) este un film american muzical de animație din 1986 regizat de Don Bluth și scris de Judy Freudberg și Tony Geiss. Rolurile principale (de voce) au fost interpretate de actorii Cathianne Blore, Dom DeLuise, John Finnegan și Phillip Glasser.
Este povestea lui Fievel Mousekewitz și a familiei sale în timp ce emigrează din Rusia în Statele Unite pentru libertate, dar Fievel se pierde și trebuie să găsească o modalitate de a se reîntâlni cu ei.